# خط لوله ایران–عراق–سوریه
خط لوله ایران عراق سوریه (خوانده شده به نام خط لوله دوستی از سوی دولت‌های درگیر و خط لوله گاز اسلامی از سوی برخی از منابع غربی) یک خط لوله گاز طبیعی پیشنهادی از میدان گازی پارس جنوبی ایران به سوی اروپا از طریق ایران، عراق، سوریه و لبنان برای عرضه به مشتریان اروپایی و همچنین عراق و سوریه و لبنان است. این خط لوله برنامه‌ریزی شده بود قطر ۱۴۲ سانتی‌متر (۵۶ اینچ) داشته باشد. یک پیشنهاد قبلی، موسوم به خط لوله پارس مسیری از پارس جنوبی در ایران به اروپا از طریق ترکیه را در نظر داشت که ظاهراً پس از این که شرکت انرژی ی سوئیسی Elektrizitätsgesellschaft بخش لاوفنبورگ قرارداد خود را با ایران در اکتبر ۲۰۱۰ در پی فشار بیش از تحریمهای آمریکا علیه ایران متوقف کرد، رها شد.
این خط لوله رقیبی برای خط لوله نوباکو از آذربایجان به اروپا خواهد بود. همچنین می‌تواند جایگزینی برای خط لوله قطر ترکیه است که توسط قطر پیشنهاد شده تا از طریق عربستان سعودی و اردن و سوریه و ترکیه از قطر به اروپا برود. گفته شده دلیل سوریه برای رد پیشنهاد قطر «برای حفاظت از منافع متحد روسیش است که تأمین کننده ارشد گاز طبیعی اروپا است.»